# 印度早熟禾
印度早熟禾（学名：Poa indattenuata）为禾本科早熟禾属下的一个种。